# Wiaczesław Razumowicz
Wiaczesław Razumowicz (biał. Вячаслаў Разумовіч), pseudonim „Chmara” (ur. w 1889 w Brześciu, zm. w 1937) – białoruski działacz i polityk.

## Życiorys
Urodził się w Brześciu w 1889 roku. Od 1905 studiował na akademii wojskowej w Tbilisi, a następnie na szkole oficerskiej w Wilnie. Litwę traktował jako swoją ojczyznę. Uczestniczył w I wojnie światowej, służył m.in. na froncie rumuńskim. W 1918 roku w Kijowie trafił do niewoli oddziałów Petlury. Tam nazywał siebie Białorusinem i tym samym uratował swoje życie. Po uwolnieniu wyruszył do Grodna, gdzie zajmował się handlem (koniak, tytoń, itp.).
W sierpniu 1920 roku, podczas bolszewickiej okupacji Grodna, był pomocnikiem komisarza. Po przybyciu do Grodna polskich wojsk podejrzewano w nim bolszewika, dlatego uciekł do Wilna.
We wrześniu 1920 otrzymał środki oraz pełnomocnictwo ze strony rządu litewskiego na organizację oddziałów partyzanckich do walki przeciw Polakom na terenie Grodzieńszczyzny oraz Wileńszczyzny. Po buncie Żeligowskiego przeniósł się do Kowna. Pod koniec 1920 roku został adiutantem białoruskiego batalionu w litewskiej armii.
Stał na czele tajnego sztabu czwartej grupy operacyjnej w Mereczu na Litwie, podległej Białoruskiej Partii Socjalistyczno-Rewolucyjnej. Grupa ta współpracowała ze sztabem generalnym armii litewskiej i, w razie wojny Litwy z Polską, miała współpracować z armią litewską. Wspierał działalność białoruskiej partyzantki na terenie Polski. Za szmugiel broni do Polski odpowiedzialny był oficer armii litewskiej Kazimierz Wojtkiewicz.
Wspierał również działalność partyzancką w radzieckiej części Białorusi. Na własny koszt wysłał 87-osobowy oddział partyzancki na teren BSRR. Twierdził, że podlega mu w sumie 8 tysięcy ludzi. Liczba ta traktowana jest jako przesadzona. Później zaczął współpracować z polskim wywiadem, pomagał polskiej policji w likwidacji białoruskich organizacji.
W 1924 roku był przeciwny przekazaniu pełnomocnictw Białoruskiej Republiki Ludowej dla BSRR. Ze względu na zarzut marnotrawienia litewskich pieniędzy opuścił Litwę, najpierw przeniósł się do Gdańska, a następnie do Pragi, w której zamieszkał we wrześniu 1924 roku. Odtąd traktował Czechy jako swoją drugą ojczyznę (po Litwie).
Białoruscy działacze z Wilna zarzucali mu rusofilstwo oraz działalność na szkodę białorusko-litewskiego narodu. Pod koniec życia szantażował rząd litewski możliwością ujawnienia faktu wspierania białoruskiego ruchu partyzanckiego w Polsce.
W latach 1930–1937 wydał w języku czeskim trzytomową biografię „Grimassy světové války: Vzpominki atamana partizánů” (Grymasy światowej wojny: Wspomnienia atamana partyzantów). Nazywa w nim siebie „bohaterem wojennym” oraz „atamanem”. Białoruski poeta Maks Szczur nazwał go „wielkim nieudacznikiem” (вялікі няўдачнік) i odmówił mu jakiegokolwiek bohaterstwa.
Data śmierci nie jest dokładnie znana. Prawdopodobnie został zamordowany przez NKWD.